# 佐藤美紀
佐藤 美紀（さとう みき、1978年7月28日 - ）は、日本のAV女優。
1999年から2000年までは「鈴木 志帆（すずき しほ）」の名前で活動、2008年より「佐藤 美紀」として活動している。
血液型:B型。身長:160cm。スリーサイズ:B95(G)・W62・H88。

## 略歴
神奈川県出身。1999年に「鈴木 志帆」の名前でAVデビュー（「鈴木 志穂」「鈴木 しほ」と表記する作品もある）。Gカップの巨乳と、ショートヘアに愛くるしい笑顔で、人気を博した。企画ものを中心に活躍し、2000年頃に引退。
その後、裏転向して、多くの作品に出演した。リンク先以外にも、多数の裏出演作がある。
2008年に「佐藤 美紀」の名前で、髪を伸ばして、熟女系AV女優として復帰、2010年ごろから「佐藤 みき」名義で活動している。
若い頃に、表AV女優として活躍し、その後、裏転向して多数の裏作品に出演し、年を取ってから熟女系で表復帰して、また多くの作品に出ているという、「表→裏→表」というパターンで長期間に渡って活動している稀な例である。

## 出演作品

### アダルトビデオ
「鈴木志帆」 名義
1999年
- 挑発する女（1月18日、桃太郎映像出版）
- 美人教師 生徒の前で（1月25日、クリスタル映像）
- 乳王 巨乳パラダイス8（9月16日、U&K）

2000年
- 秀作! [人妻かおる21才] ハメ撮り実録 4（2月、Visual Corp.）
- 新人アナウンサー 22（4月8日、PIX）
- ボイン専科 5（4月14日、シネマジック）※「太田黒恵（仮名）」名義
- 二の腕はオッパイの感触（4月25日、アイオンコーポレーション）

2001年
- 巨乳deアタック（8月25日、グローバルメディアエンタテインメント）

2002年
- 妹の同級生（1月1日、レイディックス）
- 巨乳悦楽（3月6日、プールクラブ・エンタテインメント）
- 巨乳悦楽 5 志帆21歳（9月1日、プールクラブ・エンタテインメント）
- LOVE×LEG'S（9月26日、プラチナソフト）
- SUPER LEG1（12月1日、シャトルジャパン）

2003年
- OL達の性事情1（12月1日。シャトルジャパン）

2004年
- 女子校生れず先輩と私（11月25日、U&K）

2005年
- 本格派巨乳専門 おっぱい 鈴木志帆 93センチ Gカップ（4月21日、チャンネルヴィ）

2007年
- 美脚マニア。 VOL.4（2月19日、ZONE）

発売日不明
- 官能浪漫 義母の寝室 早苗の章（ビッグモーカル） ※「早苗」名義
- 巨乳マニア 20（アリーナエンターテインメント）
- 美人教師 暴行現場（クリスタル映像）
- 西安恵介のち○このいじり方教えてください（TABOO）

「佐藤美紀」 名義
2008年
- 熟女狩り（5月24日、クリスタル映像）
- 未亡人 柔肌の悶え 19（5月31日、クリスタル映像）
- 友達の姉貴（6月5日、センタービレッジ）
- 人妻温泉 22（6月27日、クリスタル映像）
- 熟女狩り 7（6月27日、クリスタル映像）
- 未亡人 柔肌の悶え 19（6月27日、クリスタル映像）
- 巨乳熟女と競泳水着 03（7月3日、グローリークエスト）
- アナタごめんなさい、私、誰とでも寝る女です…（7月4日、WOMAN）
- 伝説の巨乳人妻（7月11日、アリスJAPAN）
- SEX WIFE -素人モデルズ 5-（7月21日、ビデオバンク）
- 巨乳妻中出し（7月22日、Yellow Duck）
- 美熟女 悩殺Body 2（7月25日、クリスタル映像）
- 私は痴女 人妻編 奥さん!まだ満足できないの （7月25日、クリスタル映像）
- この夏ボクは義姉さんを犯そうとおもっている。（8月2日、タカラ映像）
- 素人マダムズ [LEVEL A] 其の三十八（8月22日、アリスJAPAN）
- となりの奥さん（8月25日、マドンナ）
- 義理の母親（9月7日、マドンナ）
- ザ・タブー家族 義母がすけべで身がもたない 23（9月12日、東京音光）
- 肉壺高級美人嬢 After.2（10月9日、KIプランニング）
- 近親相姦 友達の母は巨乳家政婦 ママはドスケベ塾講師 「母親スワップした僕」（11月20日、グローリークエスト）
- 昼下がりの淫ら妻 29（11月21日、クリスタル映像）
- 美熟女ソープ 壺姫御殿（11月25日、マドンナ）
- 濡れ透け婦人の甘い疼き 〜スケベな化粧品訪問販売員・美紀〜（12月7日、マドンナ）
- 近親相姦 母子受精（12月11日、センタービレッジ）
- 電撃!!巨大乳輪（12月11日、センタービレッジ）
- 友人の妻 駆け引き・裏事情（12月25日、センタービレッジ）

2009年
- 犯された義姉（1月25日、マドンナ）
- 巨乳人妻女教師（2月1日、MOODYZ）
- 義母 美紀（2月13日、溜池ゴロー）
- 旦那の目前で犯される妻 中出し（2月19日、桃太郎映像出版）
- 「熟女の口はもっと嘘をつく。」 熟雌女anthology #042（2月20日、アウダースジャパン）
- 僕のおばさん（2月25日、マドンナ）
- お隣の痴女奥さんにパイズリされた受験生（3月25日、マドンナ）
- 佐藤美紀 35歳（4月1日、VENUS）
- 巨乳診断書（4月2日、グローリークエスト）
- こちらマドンナ独身寮・ただいま満室 〜哀愁の「現場作業員専門寮」編〜（4月7日、マドンナ）
- 近親相姦 中出し 万引き母とその息子（4月30日、センタービレッジ）
- お母さんに叱られて（5月2日、ルビー）
- 妻の親友（5月7日、マドンナ）
- エロ下着姿でダイエット中の巨乳義母に中出ししちゃいました! 3 （6月19日、Nadeshiko）
- 僕にだけ優しい美紀ママ（6月25日、マドンナ）
- 佐藤美紀大全集（7月9日、センタービレッジ） ※総集編
- 絶対デカ乳熟女はドスケベです 2（7月25日、エマニエル）
- 丸ごと!! 佐藤美紀8時間（7月25日、マドンナ） ※総集編
- 美尻奥さま騎乗位狂い（8月1日、タカラ映像）
- 巨尻熟女 2（8月5日、ジャネス）
- オレのカミさんとヤラないか?（8月6日、グローリークエスト）
- 背徳の団地妻 昼下がりの下半身事情（8月7日、マドンナ、Madonna JUC-135）
- 巨乳母と巨尻母と従兄弟と僕 大近親相姦（8月13日、センタービレッジ）
- 近親相姦 幻母 INCEST 犯された巨乳母（9月1日、VENUS）
- 夫の前で…（9月1日、エマニエル）
- ボイン大好きしょう太くんのHなイタズラ（9月3日、グローリークエスト）
- 汚された不動産レディ（9月7日、マドンナ）
- 犯された兄嫁（9月17日、タカラ映像）
- 巨乳秘書のお下劣業務（10月1日、グローリークエスト）
- 美熟女近親中出し姦（10月17日、ルビー）
- 濡れ嫁・羞恥介護 ～義父の柔肌調教～（10月25日、マドンナ）
- 旦那の弟を誘惑する美人妻 ～義理の弟と犯る女房～（11月5日、ジャネス）
- カノジョの姉貴が美尻巨乳で中出ししたくなりました! 佐藤美紀31歳（11月16日、なでしこ）
- 美人母に誘惑された僕と親友～強制連続発射と中出し強要～（11月19日、エマニエル）
- 爆乳母娘（11月19日、OPPAI）
- 同級生 ～憧れのあの娘は、都会でこんなに汚れちまった～（11月25日、マドンナ）
- 近親相姦 母の過ち（12月1日、エマニエル）
- 義母の性欲が凄すぎて～息子・義弟・息子の友人・夫の同僚～（12月1日、エマニエル）
- イヤらしい熟女のチ○ポ狩り 5（12月5日、ジャネス）
- 犯された兄嫁（12月17日、タカラ映像）
- 肉欲な痴熟女 デカ尻エロ乳で犯してあげる!（12月25日、映天）
- スケベな美熟女の淫らな敬語（12月25日、Fitch）

2010年
- 奥様は痴女（1月1日、エマニエル）
- 友人の爆乳母さんに童貞を奪われちゃった僕。（1月1日、MOODYZ、MIDD-576）
- 完熟女の花道3 3時間　濃厚汁11連発（1月8日、東京音光）
- 熟れたオンナは気まぐれで男を挑発する。 ～義父を挑発する町医者の未亡人・みき～（1月25日、マドンナ）
- 美爆乳熟女（2月4日、グローリークエスト）
- 丸ごと!佐藤みき8時間 Vol.2（2月7日、マドンナ）
- 背徳相姦遊戯 叔母と僕 #02（2月10日、グローバルメディアエンタテインメント）
- 兄貴の嫁（2月13日、溜池ゴロー）
- 悶絶美熟女の卑猥な日常 研修を受けに来た巨乳の人妻エレベーターガール、みきの場合（3月7日、Fitch）
- 僕の彼女は浮気な爆乳女教師（3月19日、OPPAI）
- 夫の前で調教して下さい（4月7日、マドンナ）
- 佐藤みきのいやらし～いおっぱい 3時間SPECIAL（4月19日、OPPAI）
- 友達のお義母さんと犯りたい! 3（4月19日、エマニエル）
- 美熟女レズビアン ～甘美に匂い立つ女の花園～（5月7日、マドンナ）
- 兄嫁 みき（5月17日、なでしこ）
- お義母さんがエロ過ぎて二回連続中出し射精した（5月25日、ジャネス）
- ドスケベ淫乱巨乳義母（6月1日、エマニエル）
- 屋根裏に棲む情欲 佐藤みき ～美人妻の淫猥な二重生活～（6月7日、マドンナ）
- 断れない巨乳妻（6月25日、なでしこ）
- ひげとぼいん（7月16日、タカラ映像）
- 三十路、佐藤美紀 DX 4時間 すべらない9シーン（7月19日、エマニエル）
- ボクだけの巨乳妻家庭教師（7月23日、なでしこ）
- むちむち婦人のくいこみ挑発（8月5日、タカラ映像）
- 手コキ三昧（8月5日、ジャネス）
- 美熟女「佐藤みき」のものスゴイオナニー見て下さい（8月6日、ケンシロウプロジェクト）
- 弄ばれた家政婦の乳（8月13日、溜池ゴロー）
- 幻母 禁断母子スワップ（9月19日、VENUS）
- 爆乳人妻のパイズリ（10月19日、OPPAI）
- 本能剥き出し生中出しセックス（10月25日、ダスッ!）
- 近親相姦 お母さんの美尻（11月1日、ワンズファクトリー）

2011年
- S級熟女 佐藤みきスペシャル 8時間（1月5日、ジャネス）
- 佐藤みき COMPLETE BEST 4時間（1月13日、溜池ゴロー）
- 続・ドエロ奥さん（1月14日、LEO）
- 佐藤みきでござひます。 4時間（2月3日、タカラ映像）
- 丸ごと!佐藤みき完全攻略4枚組16時間（2月25日、マドンナ）
- 義母相姦 お願い、ママと呼ばないで。（3月1日、VENUS）
- ママのリアル性教育（4月21日、グローリークエスト）
- ビューティーレズビアン カルチャー教室の巨乳講師と生徒のラブストーリー（4月22日、なでしこ）
- S級熟女コンプリートファイル 佐藤美紀 4時間（5月1日、VENUS）
- STRIKE 出会い系で待ち合わせたら、来たのはAV女優だった（5月19日、グローリークエスト）
- 近親［無言］相姦 泥酔母が寝てる間に…（6月19日、VENUS）
- 湯けむり近親相姦 母子入浴交尾（8月1日、VENUS）
- 近親相姦 エロ尻母（9月19日、VENUS）
- 人妻淫語中出しソープ 雌犬妻（11月1日、VENUS）
- 「巨乳熟女の隣に住むマセガキの視線」（11月17日、グローリークエスト）

2012年
- 巨乳診断書BESTセレクション（1月19日、グローリークエスト）
- オープンハウスの爆乳不動産レディ（1月25日、マドンナ）
- 佐藤みき&結城みさBESTセレクション4時間（2月2日、グローリークエスト）
- 破廉恥ママさんスイミング教室（3月1日、VENUS）
- お母さんの玩具になった僕 朝勃ちチ○コを玩ぶ爆乳母（6月7日、ルビー）
- 目の前で自分の嫁さんが犯られるとき 4時間（6月22日、ボリューミー）
- 近親相姦 ドエロ母の童貞ニート改造計画（7月1日、VENUS）
- 夫のせいでぶっかけ中出しされた女（7月25日、ダスッ!）
- 北原夏美・佐藤みきの「巨乳熟女と競泳水着」スペシャル 片面2層完全収録！（7月30日、メディア総販ソレイル）
- 【AV30】GLORYQUEST GREAT GLAMOROUS BEST（8月13日、グローリークエスト）
- 【AV30】S級熟女決定版!!ベストオブ義母中出し 4時間（8月13日、VENUS）
- 【AV30】今でも見たい熟女から旬な熟女まで総まとめ！ BEST HIT美熟女（8月13日、溜池ゴロー）
- 【AV30】AV30記念 クリスタル映像 THE BEST 100人8時間SP（8月13日、クリスタル映像）
- 【AV30】AV30×Madonnaマドンナが愛した美熟女30人8時間（8月13日、マドンナ）
- 主観×淫語×淫乱女社長SP（9月7日、アウダースジャパン）

2013年
- 美紀ママとのやらしい生活 （1月19日、VENUS）

2015年
- 豊満プルプル熟尻ムチムチ美熟女 佐藤みき16時間（1月19日、Rookie）

2019年
- 可憐さと優雅さを兼ね備えた当代無比の巨乳妻…「みんなサトミキが大好きです。」S級熟女フルコンプリートBOX 佐藤美紀16時間4枚組 (7月7日、VENUS) ※単体ベスト

2021年
- 懐かしの名女優 リバイバルBEST 佐藤美紀 COMPLETE BOX 8枚組（9月2日、センタービレッジ）

### オリジナルビデオ
- TEACH（ティーチ） 女教師の課外授業（2000年4月21日、プレイス）